# Totos bedrifter
Totos bedrifter (franska: Toto le héros) är en belgisk-fransk-tysk dramakomedi från 1991 i regi av Jaco Van Dormael.

## Utmärkelser
Filmen vann bland annat Caméra d'Or vid Filmfestivalen i Cannes och Césarpriset för bästa utländska film 1991.

## Rollista i urval
- Michel Bouquet - Thomas som gammal
  - Jo De Backer - Thomas som vuxen
  - Thomas Godet - Thomas som ung
- Gisela Uhlen - Evelyne som gammal
  - Mireille Perrier - Evelyne som vuxen
- Sandrine Blancke - Alice
- Peter Böhlke - Alfred som gammal
  - Didier Ferney - Alfred som vuxen
  - Hugo Harold Harrison - Alfred som ung
- Pascal Duquenne - Célestin som gammal
  - Karim Moussati - Célestin som ung
- Bouli Lanners - gangster